# شوجی فوجیموتو
شوجی فوجیموتو (انگلیسی: Shuji Fujimoto؛ زادهٔ ۱۰ آوریل ۱۹۸۸) بازیکن فوتبال اهل ژاپن است.
از باشگاه‌هایی که در آن بازی کرده‌است می‌توان به باشگاه فوتبال جف یونایتد ایچیهارا چیبا اشاره کرد.